# Antígon de Judea
Antígon de Judea (en llatí Antigonus, en grec Ἀντίγονος) fou rei de Judea, fill d'Aristòbul II i el darrer dels reis macabeus.
A la mort del seu pare pels pompeians, Antígon fou expulsat del país per Antípater i els seus fills i no va poder rebre ajut dels partidaris de Juli Cèsar. Va fugir a Pàrtia i quan els parts van envair Judea el van col·locar al tron (40 aC). Herodes el Gran, fill d'Antípater, va fugir a Roma on el senat li va reconèixer el títol reial mercès a la influència de Marc Antoni. Herodes va tornar a Judea assistit per un exèrcit romà dirigit per Gai Sosi que va combatre els parts. Antígon fou derrotat i Herodes va entrar a Jerusalem després d'un llarg setge. Antígon es va rendir a Sosi que el va entregar a Marc Antoni. Aquest el va fer executar com a delinqüent comú el mateix any 37 aC.